# Спандарян, Степан Суренович
Степан Суренович Спандарян (Спандарьян) (2 апреля 1906, Тифлис, Российская империя — 1987, Москва) — советский баскетболист, тренер, один из основоположников советского баскетбола. Заслуженный мастер спорта СССР (1943). Заслуженный тренер СССР (1957). Судья всесоюзной категории (1976). Отличник физической культуры (1947).

## Биография
Сын известного литературного критика, публициста и деятеля российского революционного движения Сурена Спандаряна, мать — Спандарян Ольга Вячеславовна (1879—1971).

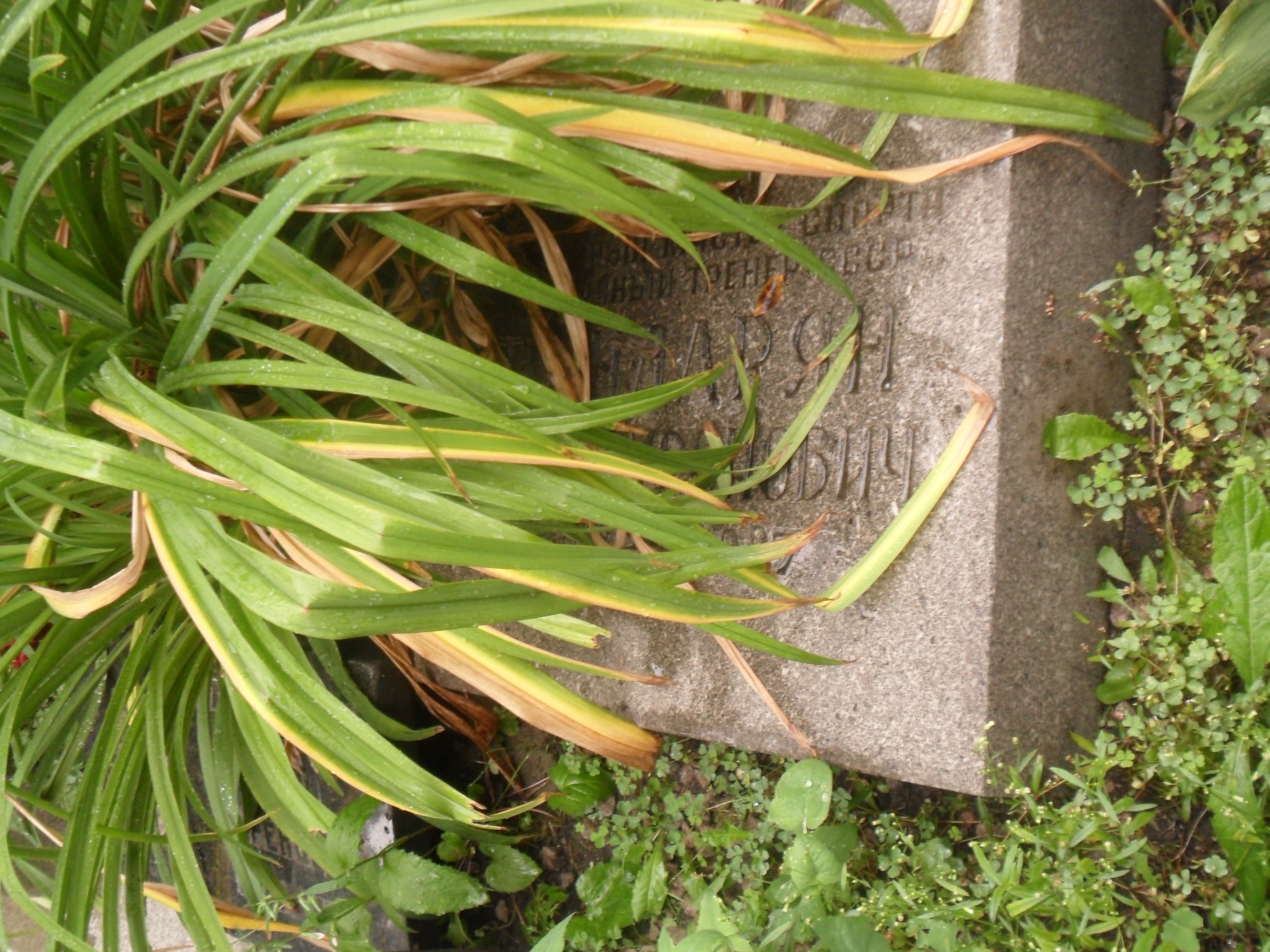
Могила Спандаряна на Новодевичьем кладбище.

Работал грузчиком в типографию «Рабочей газеты», где организовал молодежный физкультурный кружок, в котором был и руководителем, и тренером.
В 1920-х годах стал одним из первых энтузиастов развития в СССР баскетбола, волейбола и регби, участвовал в чемпионатах Москвы по этим видам спорта, был председателем секции регби Москвы. В дальнейшем сосредоточился на занятиях баскетболом. В 1923—1926 выступал за «КИМ» (Москва), в 1927—1940 за «Динамо» (Москва). В 1937 году, будучи играющим тренером «Динамо», стал чемпионом СССР по баскетболу. Одновременно с этим окончил тренерскую школу.
Участник Великой Отечественной войны, капитан. Служил в управлении контрразведки «СМЕРШ» Московского военного округа. За боевые заслуги награждён орденом Красной звезды, медалями «За боевые заслуги» (21.02.1945), «За оборону Москвы» (08.08.1944).
С 1947 года Степан Спандарян на тренерской работе. В 1947 году был тренером мужской сборной СССР, завоевавшей на своем дебютном континентальном первенстве звание чемпиона Европы. В 1948—1949 годах старший тренер сначала мужской, а потом женской команды «Динамо» (Москва). Под его руководством мужская команда стала чемпионом СССР 1948 года, а женская команда выиграла Кубок СССР 1949 года. В 1951—1952 и 1956—1961 годах возглавлял тренерский штаб мужской сборной СССР. В эти годы сборная СССР четыре раза побеждала на чемпионатах Европы (1951, 1957, 1959, 1961) и трижды становилась серебряным призёром Олимпийских игр (1952, 1956, 1960). В 1959 году сборная СССР была близка к завоеванию титула чемпиона мира, но по политическим причинам отказалась выходить на матч против команды Тайваня и была дисквалифицирована.
В 1965—1966 году Степан Спандарян тренировал мужскую сборную Чили. В 1960—1977 гг. работал в отделе баскетбола Спорткомитета СССР, с 1978 года — инструктор отдела спортивных игр МГС «Динамо».
В разные годы был членом и председателем президиума Федерации баскетбола СССР, председателем Всесоюзного тренерского совета.
Автор книг «Баскетбол» (1941), «Счет в нашу пользу» (1953).
Супруга — советская легкоатлетка и баскетболистка, чемпионка и рекордсменка СССР Элла Мицис (1912—2002).
Скончался на 82-м году жизни в 1987 году. Похоронен на Новодевичьем кладбище.

## Награды
- Орден Трудового Красного Знамени (27.04.1957) — за успехи, достигнутые в деле развития массового физкультурного движения в стране, повышения мастерства советских спортсменов, и успешное выступление на международных соревнованиях
- Медаль «За трудовую доблесть» (16.09.1960) — за успешные выступления в XVII летних и VIII зимних Олимпийских играх 1960 года, а также за выдающиеся спортивные достижения[10]